# 로버트 팰컨 스콧
로버트 팰컨 스콧(영어: Robert Falcon Scott, 1868년 6월 6일~1912년 3월 29일)은 영국의 군인, 탐험가이다.
잉글랜드의 플리머스에서 태어나 1882년 해군에 입대하였으며, 1901년부터 1904년까지 디스커버리 호를 타고 남극 탐험을 지휘하였다. 이때 '킹 에드워드 7세 랜드'를 발견하여 남위 82도 17분까지 도달, 당시 가장 남쪽에 당도한 기록을 세웠다.
1910년 테라노바 호를 이끌고 제2차 남극 탐험에 나서서 1912년 1월 18일 남극점에 도달하였다. 그러나 남극점은 1911년 12월 14일 노르웨이의 로알 아문센이 먼저 도달하였기 때문에 첫 정복의 목표는 깨어졌다. 그와 4명의 동행자는 귀로에 악전후로 조난, 식량부족과 동상으로 전원 비명 횡사하였다.
1912년 11월 12일 탐색팀의 에드워드 앳킨슨(Edward L. Atkinson)에 의해 유해와 일기(마지막 일자는 3월 29일)가 최후를 맞았던 텐트에서 발견되었는데, 불과 11 miles (18 km)에 스콧의 메인 베이스 캠프 ('One Ton Depot')가 위치해 있었고, 24 miles (38 km)에 예정지였던 베이스 캠프가 있었다.
마지막까지 용기를 잃지 않고 영국 신사다운 최후를 마친 것이 알려져 국민적 영웅이 되었다. 저서로는 《탐험항해기》(2권, 1905년), 《스콧 C.M.Scott 최후의 원정》(1913년)이 있다.
다만 스콧이 로알 아문센보다 훨씬 많은 돈을 갖고 있음에도 불구하고 아문센이 탐험에 성공한 것에 비해 스콧이 탐험에 실패한 탓으로 스콧에 대한 비판이 존재한다.

## 귀환 실패의 원인
- 연료의 부족
  - 남극의 혹한의 날씨로 인해 납 리벳으로 제작한 연료 저장고에서 연료가 서서히 새는 현상이 있었고 이는 이전의 탐험대에서 보고된 바 있었다. 그러나 스콧은 이를 간과하였다. 그의 일기 곳곳에는 저장소마다 연료 저장고의 연료의 양이 줄어들어있다고 기록되어 있다.
- 굶주림
  - 스콧 탐험대는 하루 평균 섭취 칼로리를 약 4,000칼로리로 잡고 식량을 분배했으나 남극에서의 강행군은 그 이상의 체력과 열량을 필요로 하였다. 결국 그들은 마지막 3월의 귀환길에서 체력이 고갈될 수밖에 없었다. 물론, 아문센의 경우도 식량이 부족하긴 마찬가지였다. 그래서 아문센은 자기 대원 중에 포경선 사수를 고용하여 바다표범이 보이는 대로 사냥해서 식량을 보충했지만 스콧은 탐험기간 내내 단 한 번도 사냥을 시도하지 않았다. 심지어 부하 대원 중 한 사람인 로런스 오츠가 스콧에게 조랑말이 죽으면 바로 고기를 뜯어서 그걸 먹어가면서 버티자고 했으나 스콧은 동물애호가 기질을 보여 그런 오츠의 조언을 묵살하고 조랑말이 죽으면 그 자리에 그냥 방치했다.
- 보조 동물 선택의 실패
  - 로알 아문센은 작은 크기에 비해서 추위에 강한 개를 택한 반면에 스콧은 큰 크기에 비해서 추위에 약한 말을 선택했다. 결국 말은 남극 수준의 추위에 약할 뿐 아니라 크기도 커서 크레바스에 개가 빠지면 손으로 개를 들어서 건지면 되지만 말이 빠지면 그냥 포기해야 했다. 더군다나 말은 개에 비해 식량 소모도 엄청났기 때문에 스콧은 말이 먹이인 건초를 따로 구비해서 탐험을 해야 했다. 결국 스콧이 선택한 말은 아사하거나 동사하거나 크레바스에 빠져 죽었고 이로 인하여 스콧의 썰매는 탐험 중반을 넘기면서 사람이 직접 끌어야 했기 때문에 체력 소모가 시종일관 개가 썰매를 끌고 탐험한 아문센의 탐험대에 비해 심했다.
- 복장 불량
  - 아문센의 경우는 이미 이누이트들과 조우한 적이 많았기 때문에 그들의 옷, 즉 순록 가죽으로 만든 옷을 그대로 착용하여 그 옷을 입고 탐험을 했다. 그래서 추위를 완벽하게 견뎌냈다. 하지만 스콧은 겉치례에만 몰두한 나머지 이누이트들의 저질스러운 옷은 입을 수 없다며 영국에서 직조한 모직 옷을 입고 탐험을 했다. 그런데 모직 옷은 젖으면 오히려 벌거벗은 것보다도 체감 온도가 떨어지는 데다가 자체 방한 능력도 순록 가죽에 비해 훨씬 떨어졌다. 게다가 아문센의 가죽 옷은 앞이 트여있는 데다가 끈으로 단단하게 고정할 수 있었지만 스콧의 모직 옷은 푸대자루처럼 입어야했던 데다가 추위에 약해서 낮은 온도에서는 부서지는 성질을 지는 금속인 주석을 단추로 사용하였기 때문에 찬 바람을 막기 어려웠다.
- 이미 탐험에 실패한 다른 사람의 경험 무시 / 이미 실패한 방법을 다시 동원한 점.
  - 스콧이 남극을 텀험하기 이전에 이미 어니스트 섀클턴이 조랑말과 설상차를 이용하여 남극탐험을 시도하였으나 실패했다. 그런데 그 전례에 대해 스콧은 섀클턴이 왜 실패했는지 분석하지 않은 채 섀클턴과 동일한 방법으로 다시 남극을 탐험했다. 스콧은 다른 사람이 실패했다는 것을 입증한 방법을 다시 들고 나왔다는 점은 분명히 탐험에 실패할만 했다.
- 대원 선발의 문제
  - 스콧 탐험대이나 아문센 탐험대나 둘 다 팀원 중에 해군장교가 있긴 했다. 하지만 이것을 제외하면 스콧과 아문센의 팀원들은 전혀 다른 인원들로 구성되어 있었다. 아문센의 탐험대원들은 해군장교 이외에 포경선 사수, 세계 스키 선수권 대회 우승자, 세계 개썰매 선수권 대회 우승자 등 한랭지역 전문가들로만 구성되어 있었다. 반면에 스콧의 탐험대원들은 스콧 자신이 해군 장교인 것 이외에 지질학자, 기후학자, 자연생태학자, 설상차 정비공 등이었다. 거기에 악재까지 겹쳐 같이 동반했던 지질학자 겸 기후학자 에드가 에번스는 탐험을 할 때 이미 뇌진탕으로 정신장애를 얻은 상태였는데 이로 인해서 알 수 없는 소리를 중얼대며 스콧 탐험대의 진로를 계속 방해했고 결국 스콧의 탐험대원 중 가장 먼저 사망했다.
- 대원의 조언 묵살
  - 아문센은 올라프 바야란드가 스키를 더 빨리 달리게 한다면서 개조하겠다고 하자 이를 수락해서 80kg에 달했던 스키의 무게를 22kg까지 줄이고도 성능의 변화가 전혀 없도록 개조했다. 이 스키 중량을 줄인 개조로 인하여 아문센의 탐험대는 체력소모가 덜했고 결국 남극탐험 성공의 원인 중 하나가 되었다. 반면 스콧은 로런스 오츠라는 매우 유능한 장교가 있었음에도 그런 오츠의 조언을 모두 묵살했고 결국 탐험 실패로 끝난 것이 아니라 대원이 전원 사망했다.
- 목표의식
  - 아문센은 오직 남극 탐험 하나에만 몰두한 반면에 스콧은 남극 탐험과 남극의 토양 생태계 조사에 심지어는 황제펭귄의 생태에 대해 조사하는 일까지 병행했다. 즉, 스콧은 너무 많은 일을 무리하게 많이 벌인 것이다. 실제로 스콧이 사망할 당시에 갖고 있던 물건들 중에서는 남극에서 채취한 각종 광물들도 있었는데 무게가 무려 16kg에 달했을 정도였다.
- 자존심
  - 스콧은 아문센이 남극점에 먼저 도달하고 나서 남극점을 비롯한 여러 곳에 스콧을 위해 남기고 간 식량과 의복들을 발견했다. 하지만 스콧은 경쟁자의 도움을 받아 간신히 살았다는 것을 치욕으로 여긴 나머지 아문센이 남기고 간 중요한 물자들을 일절 손대지 않았다.
- 이정표 미설치
  - 아문센은 각종 물자를 저장하는 보관창고와 자신들이 여행한 길에 깃발을 높게 세워서 멀리서도 식별할 수 있도록 조치했다. 하지만 스콧은 이런 조치 없이 그저 과거에 섀클턴이 지나갔던 길을 따라가기만 했다. 이것이 스콧이 탐험에 실패한 가장 큰 이유가 되었는데 그 증거로 스콧은 탐험을 마치고, 메인 베이스 캠프에서 불과 11 miles (18 km) 밖에 안 남겨둔 지점에서 사망했다는 점이다.

## 과학적 기여
스콧은 야심에 찬 과학 탐사를 기획하였는데, 당시까지 최대 규모인 극지 과학 탐사 팀으로 생물학자 2명, 지질학자 3명, 기상학자 1명 등 12명의 과학자들이 참여하였다.
팀은 각기 다른 2,109 종류의 동물들 (이 가운데 401개가 새로운 종), 바위 샘플들, 펭귄 알들, 식물 화석들을 채집하였다.
가장 중요한 발견은 인도, 아프리카, 뉴질랜드, 호주에서 자라는 고사리 유사 종의 식물 화석(fossilised fern-like plant)으로서, 2억 5천만년 전의 기후가 충분히 온난했음을 추정하게 한다. 스콧 팀에 의해 수집된 다른 증거들과 함께 인도, 아프리카, 뉴질랜드, 호주, 남극 대륙(앤탁틱 혹은 앤타르틱)들이 모두 초대륙(supercontinent)의 일부였다는 힌트를 준다. 과학자들은 이 대륙을 곤드와나랜드(gondwanaland)라고 명칭한다.

## 서훈
- 1901년 로열 빅토리아 훈장 4등급(Member of the Fourth Class, 현행 LVO)[2]
- 1904년 로열 빅토리아 훈장 3등급(CVO)[3]

## 같이 보기
- 아문센-스콧 기지
- 남극 탐험의 영웅시대

## 참고 문헌